# Lawrence E. Glendenin
Lawrence Elgin Glendenin (8. listopadu 1918 Bay City, Michigan – 22. listopadu 2008 Illinois) byl americký chemik, který se podílel na objevu promethia.

## Život
Narodil se ve městě Bay City ve státě Michigan 8. listopadu 1918. Studoval na Chicagské univerzitě, kterou absolvoval v roce 1941.

## Clintonovy laboratoře

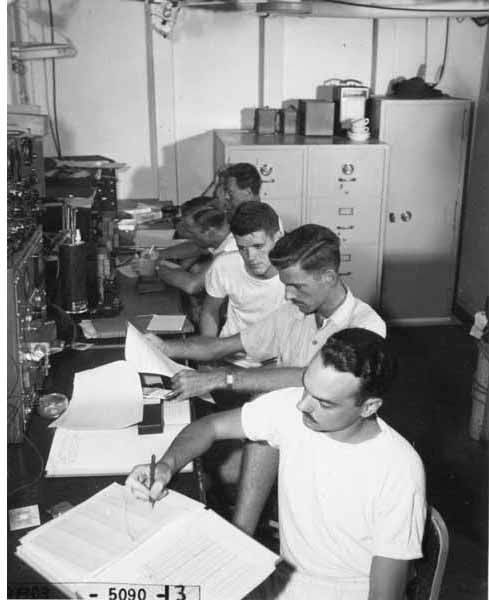
Glendenin (vpředu) na palubě USS Chilton

Během druhé světové války pracoval jako chemik v Clintonových laboratořích (dnes Oak Ridge National Laboratory) v rámci projektu Manhattan. Podílel se na separaci, identifikaci a charakterizaci radioaktivních prvků vznikajících při jaderném štěpení.
V roce 1945 spolu s Jacobem A. Marinskym a Charlesem D. Coryellem izoloval dosud neznámý lanthanoid s protonovým číslem 61 – promethium. Byl připraven jak z produktů štěpení, tak bombardováním neodymu neutrony. Izolace byla provedena pomocí iontově výměnné chromatografie.
Zveřejnění jejich výsledků bylo kvůli válce odloženo. V září 1947 oznámili Marinsky a Glendenin objev prvku na zasedání Americké chemické společnosti.
Podle návrhu manželky Charlese Coryella byl prvek pojmenován po Prométheovi, titánovi z řecké mytologie, který ukradl bohům oheň. Uvažovalo se i o názvu „clintonium“ podle místa objevu.

## Szilárdova petice
V roce 1945 podepsal Glendenin spolu s dalšími 154 vědci projektu Manhattan petici Leo Szilárda, která vyzývala prezidenta Harryho S. Trumana, aby nepoužil atomovou bombu bez varování a místo toho demonstroval její sílu a poskytl Japonsku možnost kapitulace.

## Pozdější kariéra
V roce 1949 získal Glendenin doktorát na Massachusettském technologickém institutu. Téhož roku nastoupil do Argonne National Laboratory, kde pracoval až do odchodu do důchodu v roce 1985.
Publikoval řadu prací o vlastnostech produktů štěpení. Působil jako vědecký tajemník americké delegace na konferenci Atoms for Peace. V roce 1974 získal Seaborgovu cenu za jadernou chemii.

## Rodina
Byl ženatý 63 let s Ethel Glendeninovou (rozenou Longovou), která ho přežila. Měli spolu dvě dcery a jednoho syna.